# غولييلمو ماركوني
غوليلمو ماركوني (25 أبريل 1874 – 20 يوليو 1937)، ساهم في اكتشاف الموجات كهرومغناطيسية اختراع الراديو، وهو مخترع الإبراق اللاسلكي. ولد في مدينة بولونيا بإيطاليا من أسرة غنية، ونجح ماركوني في اختراع جهاز خاص وذهب إلى إنجلترا وعرض الجهاز وسجله هناك وأنشأ شركة، وهو أول رجل أرسل واستقبل بنجاح الإشارات الإشعاعية على مختلف المسافات. أرسل عام 1901م إشارات عبر الأطلسي، فكان يوما عظيماً في تاريخ الاتصالات اللاسلكية حيث أن السفن الحربية التي تعاني من مصاعب يمكنها أن تطلب المساعدة بسرعة، وفي السنوات الأخيرة من حياته قام بتطوير استخدام الموجات القصيرة والموجات القصيرة جدا، وتوفي ماركوني في روما.
حصل ماركوني على جائزة نوبل للفيزياء عام 1909 بالاشتراك مع كارل فرديناند براون عن «اختراعهم التلغراف اللاسلكي».

## حياته
ولد ماركوني في مدينة بولونيا الإيطالية سنة 1874، من أسرة غنية. وقد تعلم في بيته، وعندما بلغ العشرين من عمره قرأ تجارب هنيريش هرتس التي قام بها قبل ذلك بسنوات، وتجارب هرتس قد أثبتت وجود موجات كهرومغناطيسية غير مرئية، هذه الموجات تتحرك في الهواء بسرعة الضوء. وآمن ماركوني بأن هذه الموجات يمكن استخدامها في إرسال إشارات صوتية إلى مسافات بعيدة دون الحاجة إلى أسلاك. وهذا يجعل الإتصال أسهل من استخدام التلغراف. فعن طريق هذه الموجات يمكنه أن يبعث برسائل إلى السفن إلى المحيط.
وفي سنة 1895، أي بعد سنة واحدة من العمل الشاق نجح ماركوني في اختراع على يديه أن يبعث برسائل لاسلكية عبر المحيط الأطلسي.

### الإرسال عبر الأطلسي
في سنة 1901 تمكّن ماركوني من صنع أول جهاز استقبال راديو لاسلكي (واستقبل بنجاح رسالة عبر الأثير). طور غولييلمو ماركوني جهاز الاستقبال هذا حيث أنشأ محطة لاسلكية في بيت ماركوني - روسلار ستراند - مقاطعة وكسفورد - أيرلندا سنة 1901 ليكون بمثابة حلقة وصل بين بولدو في كورنوال وكلفدن [الإنجليزية] في مقاطعة جلوي. ثم ما لبث أن أعلن في يوم 12 ديسمبر عام 1901 باستخدام هوائي بارتفاع 152.4-متر (500 قدم) ومدعوم بطائرة ورقية للاستقبال أنه تم استلام الرسالة في سجنال هيل في سانت جونز نيوفنلند (وهي الآن جزء من كندا)، فالإشارات المرسلة كانت من محطة الشركة الجديدة ذات طاقة عالية في بولدو بكورنوال، وكانت المسافة بين النقطتين حوالي 3,500 كيلومتر (2,200 ميل)، مما بشّر بتقدم علمي ضخم. كان هناك -ولا يزال- بعض الشكوك حول هذا الأمر، ويرجع ذلك جزئيا أن الإشارات ضعيفة ومتقطعة. لم يكن هناك أي تأكيد عن تقرير الاستلام أو الإرسال من مصدر مستقل يحتوي على أن حرف S لشفرة مورس قد تكرر إرساله، وقد كان من الصعب تمييزه عن ضوضاء الغلاف الجوي [الإنجليزية]. (عرض تقني مفصل لبدايات إرسال ماركوني عبر المحيط الأطلسي يظهر في كتاب جون بلروز سنة 1995.). محطة الإرسال في بولدو هي دائرة ذات مرحلتين. تعمل المرحلة الأولى بجهد مخفض وتزود الطاقة للمرحلة الثانية للإثارة في الجهد العالي. وقد ذكر نيكولا تسلا المنافس في الإرسال عبر الأطلسي بعد أن أبلغوه إعلان ماركوني بالإرسال: "أن "ماركوني استخدم سبعة عشر من براءات اختراعاته."

## أهمية اختراعه
وأهمية هذا الإختراع قد ظهرت بصورة صارخة عام 1909 عندما غرقت السفينة فيكتوريا واستطاعت الرسائل اللاسلكية أن تنقذ عدداً من ركابها فقد استخدمت في طلب النجدة من السفن المجاورة وفي نفس العام حصل ماركوني على جائزة نوبل، وفي السنة التالية نجح في أن يبعث برسائل لاسلكية بين أيرلندا والأرجنتين أي عبر مسافة ستة آلاف ميل. وهذه الرسائل جميعاً قد انتقلت بطريقة مورس أي نقطة وشرطة وكان ماركوني يتصور أنه يمكن نقل الصوت أيضاً عبر هذه المسافات الهائلة. لكن ذلك لم يتحقق إلا عام 1915. ولم يعرف العالم الإذاعة على نطاق تجاري واسع إلا عام 1920. وعليه يمكن إطلاق اسم التلغراف أيضاً على اختراع ماركوني.

## سنواته الأخيرة

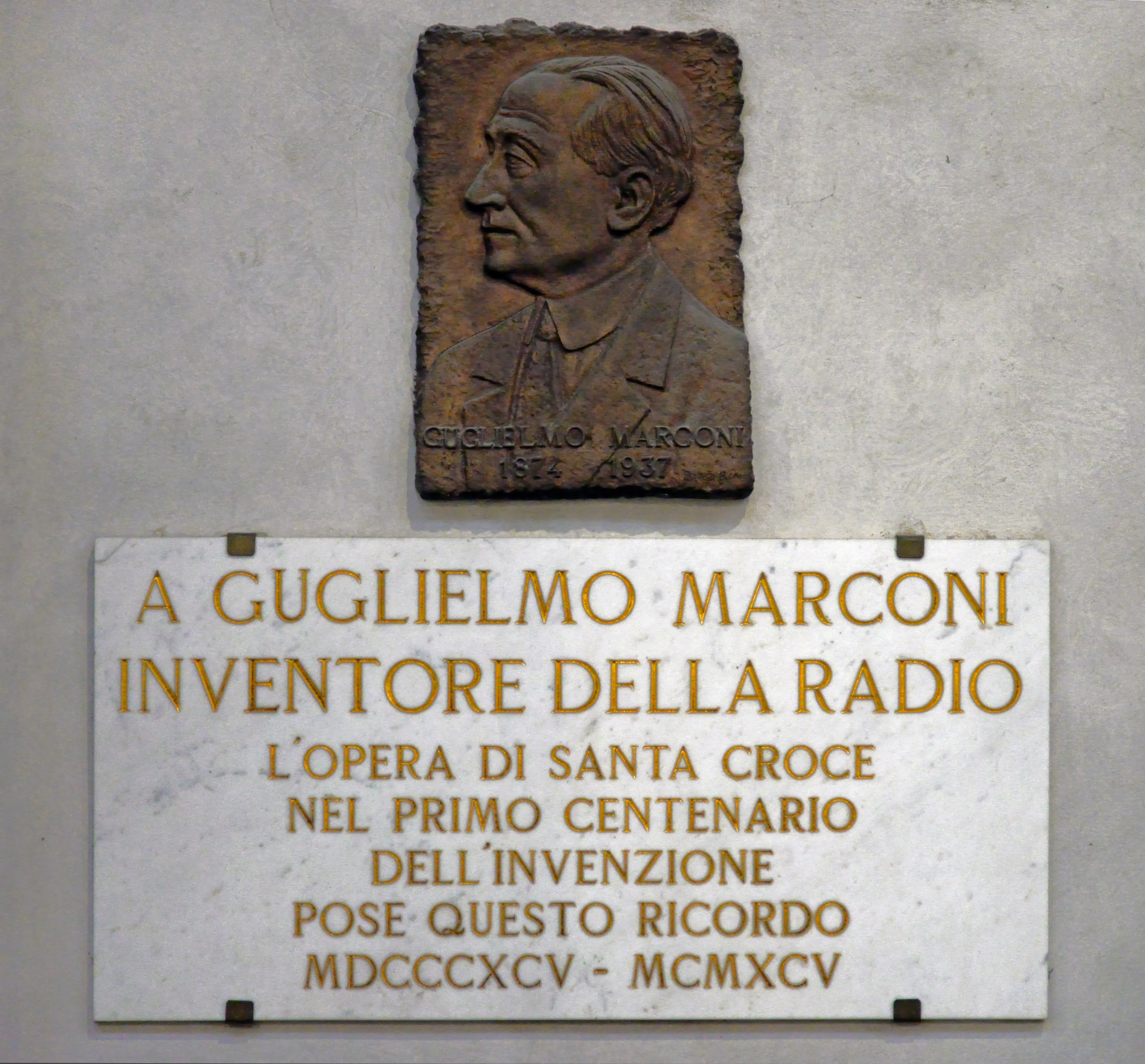
اللوحة التذكارية في كنيسة سانتا كروتشي ، فلورنسا. إيطاليا

وفي السنوات الأخيرة من حياته قام بتطوير استخدام الموجات القصيرة والموجات القصيرة جدًا وتوفي ماركوني في روما عام 1937.

## الحياة العاطفية
كان ماركوني صديقًا لتشارلز فان رالتي وزوجته فلورنسا، مالكي جزيرة براونسي ؛ ومارجريت، ابنتهما، وفي عام 1904 التقى بصديقتها الأيرلندية، الأونرابل. بياتريس أوبراين (1882-1976)، ابنة البارون الرابع عشر. في 16 مارس 1905، تزوجت بياتريس أوبراين وماركوني وقضيا شهر العسل في جزيرة براونسي. كان لديهم ثلاث بنات: لوسيا (ولدت وتوفيت 1906)، وديجنا (1908-1998) وجوي (1916-1996)، بالإضافة إلى ابن جوليو، المركيز الثاني ماركوني (1910-1971). في عام 1913، عادت عائلة ماركوني إلى إيطاليا وأصبحت جزءًا من المجتمع الروماني. عملت بياتريس كسيدة في انتظار الملكة هيلينا. بناء على طلب ماركوني، تم حل زواجه من بياتريس في 27 أبريل 1927 حتى يتمكن من الزواج مرة أخرى. طلق ماركوني وبياتريس في 12 شباط/فبراير 1924 في مدينة فيومي الحرة (رييكا).
تزوج ماركوني من ماريا كريستينا بيزي سكالي (2 أبريل 1900 - 15 يوليو 1994)، ابنة فرانشيسكو الوحيدة، الكونت بيزي سكالي. للقيام بذلك، كان عليه أن يقتصر على الإيمان الكاثوليكي وأن يصبح عضوًا متدينًا في الكنيسة.

### الفاشية
انضم ماركوني إلى الحزب الوطني الفاشي في عام 1923. في عام 1930، عينه الديكتاتور الإيطالي بينيتو موسوليني رئيسًا للأكاديمية الملكية الإيطالية، مما جعل ماركوني عضوًا في المجلس الفاشي الكبير. كان ماركوني مدافعًا عن الأيديولوجية والأفعال الفاشية مثل الغزو الإيطالي لإثيوبيا خلال الحرب الإيطالية الحبشية الثانية.
قال في محاضرته: "أستعيد شرف كوني الفاشي الأول في مجال التصوير الإشعاعي، أول من أدرك فائدة الجمع بين العوارض الكهربائية في شعاع، حيث أن موسوليني كان الأول في المجال السياسي، الذي أدرك الحاجة إلى توحيد جميع الطاقات المفيدة للبلاد في حزمة من أجل عظمة إيطاليا الأكبر".

## روابط خارجية
- غولييلمو ماركوني على موقع الموسوعة البريطانية (الإنجليزية)
- غولييلمو ماركوني على موقع ميوزك برينز (الإنجليزية)
- غولييلمو ماركوني على موقع إن إن دي بي (الإنجليزية)
- غولييلمو ماركوني على موقع ديسكوغز (الإنجليزية)